# Vincenzo Iaquinta
Vincenzo Iaquinta (Crotone, 21 novembre 1979) è un ex calciatore italiano, di ruolo attaccante. Con la nazionale italiana è diventato campione del mondo nel 2006.

## Caratteristiche tecniche
Attaccante versatile, forte fisicamente e abile nel gioco aereo, prediligeva il ruolo di prima punta. Abile nei movimenti smarcanti, in carriera è stato spesso bloccato da infortuni. Pur dotato di una stazza fisica da centravanti puro, aveva anche doti di velocità tali da permettergli di essere un ottimo contropiedista, specie se assistito da attaccanti veloci come accadde nell'Udinese a 3 punte con giocatori agili e tecnici come Di Natale e Di Michele.

## Carriera

### Club

#### Gli inizi
Cresce calcisticamente nel Reggiolo, dove resta due anni. In seguito viene acquistato dal Padova, con cui esordisce in Serie B, ottenendo 13 presenze con 3 reti. Al termine della stagione viene ceduto al Castel di Sangro, con cui passa due stagioni in Serie C1.

#### Udinese

Iaquinta agli esordi con l'Udinese nel precampionato 2000-2001

Nell'estate 2000 viene acquistato da una società del massimo campionato, l'Udinese. Esordisce in Serie A il 1º ottobre, segnando una rete al Brescia (la gara finì 4-2). Il 3 maggio 2003, a quattro giornate dal termine del campionato, il suo gol al Torino fa retrocedere i granata in B.
Il 14 settembre 2005 debutta in Champions League realizzando una tripletta. Pochi giorni dopo, viene posto fuori rosa in via temporanea. Reintegrato in squadra, segna un gol alla Lazio nella partita del suo rientro. Con la squadra friulana ha segnato 69 reti in 205 presenze.

#### Juventus
Il 19 giugno 2007 passa alla Juventus per 11,3 milioni di euro. Esordisce in campionato il 25 agosto in Juventus-Livorno (5-1), realizzando una doppietta. Il 15 aprile 2008 si procura una distrazione di primo grado del bicipite femorale della coscia sinistra, chiudendo in anticipo la stagione. Al termine della stagione, si laurea capocannoniere della Coppa Italia, a pari merito con Cruz e Balotelli.
La stagione successiva mette a segno 12 reti in campionato, di cui dieci nel girone di ritorno, inclusa la doppietta messa a segno all'ultima giornata contro la Lazio, che consente alla squadra di terminare la stagione al secondo posto.
Nell'annata 2009-2010 va a segno all'esordio in campionato contro il Chievo, con un colpo di testa su assist di Diego, ripetendosi in Champions League contro il Bordeaux. Il 27 ottobre 2009 viene operato al menisco esterno del ginocchio sinistro, rientrando in campo il 6 marzo 2010 in Fiorentina-Juventus (1-2), subentrando al 72' al posto di Trezeguet. Torna al goal il 25 aprile contro il Bari (3-0), mettendo a segno una doppietta. Chiude la stagione con 18 presenze e 7 reti.

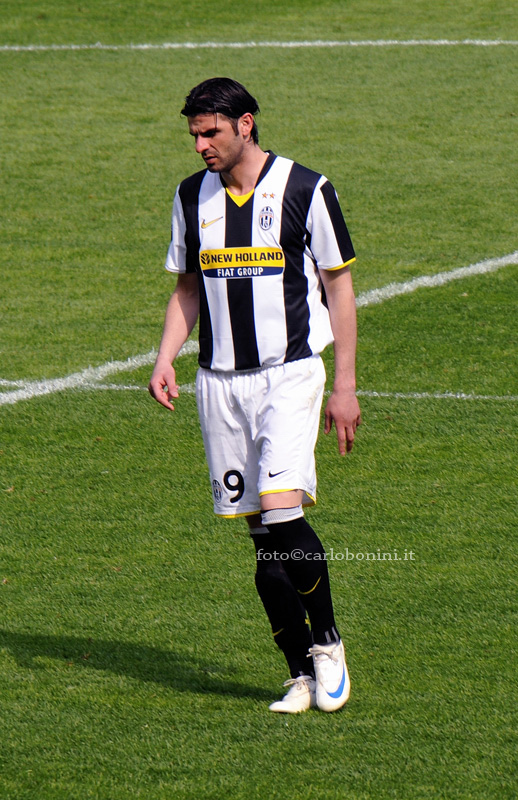
Iaquinta alla Juventus nel 2009

Il 19 settembre 2010 in Udinese-Juventus (0-4), dopo aver realizzato la quarta rete dei piemontesi, si rende protagonista di un'esultanza provocatoria verso i suoi ex tifosi, che secondo il giocatore, avevano offeso sua madre; il giocatore in seguito chiederà scusa alla società e alla città. Il 18 marzo 2011 viene sottoposto a esami specifici che ne evidenziano una lesione ampia del muscolo retto femorale della coscia sinistra, che gli fa chiudere in anticipo la stagione, ottenendo 23 presenze e 6 reti complessive.

#### Cesena e ultimi anni
Nell'annata 2011-2012, nonostante la fiducia mostratagli dal nuovo tecnico juventino Antonio Conte, nuovi guai fisici lo relegano ai margini della rosa piemontese: «mi spiace non esser stato protagonista nella Juve di Conte. Una squadra con una mentalità straordinaria. Sono uscito di scena proprio sul più bello». Il 31 gennaio 2012 passa quindi in prestito al Cesena fino al termine della stagione. Esordisce in campionato il 9 febbraio in Lazio-Cesena (3-2), giocando titolare e andando a segno su calcio di rigore. Il 22 marzo 2012 riporta uno stiramento al bicipite femorale della coscia sinistra, rimanendo fermo per un mese. Rientra in campo il 22 aprile contro il Palermo (2-2), subentrando al 22' della ripresa al posto di Vincenzo Rennella. Chiude la stagione, terminata con la retrocessione in Serie B, con sette presenze e una rete.
Terminato il prestito al Cesena torna alla Juventus per la stagione 2012-2013, nella quale tuttavia non scende mai in campo e non viene mai neanche convocato. Nell'estate del 2014, a trentaquattro anni, dopo due anni di inattività annuncia il ritiro al calcio giocato con l'intenzione di dedicarsi alla carriera di allenatore, ottenendo il patentino due anni dopo.

### Nazionale

#### Nazionali giovanili
La prima maglia azzurra risale al 1999, quando viene convocato dalla nazionale Under-20, con cui disputa 5 incontri segnando una rete. Nel 2001 esordisce con la nazionale Under-21, con la quale realizza un gol in 10 presenze e partecipa all'europeo Under-21 2002.

#### Nazionale maggiore

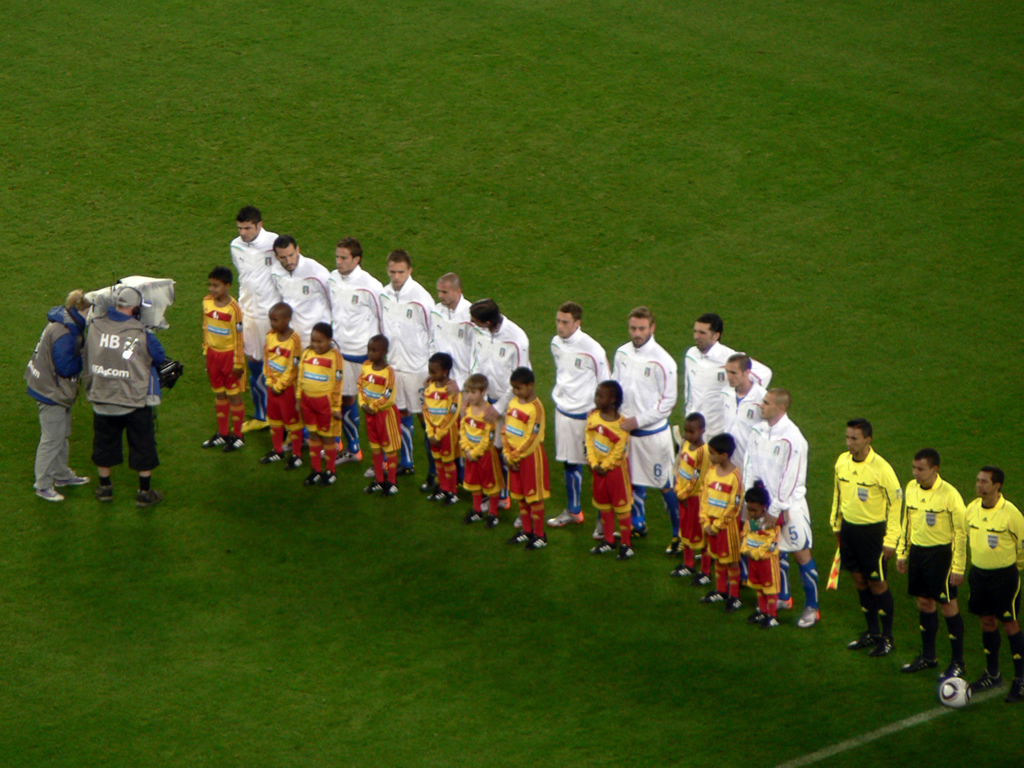
Iaquinta (primo da sinistra) schierato in campo con la nazionale per la gara d'esordio del

Il 30 marzo 2005, a 25 anni, esordisce in nazionale maggiore nella partita amichevole Italia-Islanda (0-0) disputata a Padova.
Viene poi incluso dal CT Marcello Lippi nella lista dei 23 giocatori convocati per il campionato del mondo 2006 in Germania. Segna il suo primo gol in nazionale il 12 giugno 2006, nel corso della partita di esordio al mondiale vinta 2-0 contro il Ghana.
Ottiene 5 presenze da subentrante durante la rassegna iridata, di cui una nella finale del 9 luglio 2006 all'Olympiastadion di Berlino contro la Francia, nella quale diventa campione del mondo. Con le sue prestazioni e il gol realizzato nella prima partita è uno dei protagonisti della conquista del titolo mondiale; ha vinto la Coppa del Mondo da tesserato dell'Udinese, come fece Franco Causio nell'edizione di Spagna 1982, ed entrambi indossando la maglia numero quindici. Per il merito sportivo acquisito con la conquista del campionato del mondo, il 12 dicembre dello stesso anno è stato insignito, assieme agli altri membri della nazionale, del titolo di Ufficiale dell'Ordine al merito della Repubblica dal presidente della Repubblica Italiana, Giorgio Napolitano.
Vittima di un infortunio muscolare, non viene convocato da Roberto Donadoni per il campionato d'Europa 2008.
Il 10 giugno 2009, a Pretoria, realizza la sua prima doppietta con gli Azzurri nell'amichevole vinta contro la Nuova Zelanda (4-3). Prende poi parte alla Confederations Cup 2009, dove l'Italia viene eliminata al primo turno.
Viene infine convocato per il campionato del mondo 2010 in Sudafrica, dove viene impiegato da titolare nelle tre partite disputate dalla nazionale. Il 20 giugno 2010, nella seconda partita del girone, realizza su rigore il gol del pareggio contro la Nuova Zelanda (1-1). L'Italia viene eliminata al primo turno dopo aver perso 3-2 contro la Slovacchia, nella terza e ultima partita della fase a gironi. Al termine della manifestazione scivola fuori dal giro azzurro, chiudendo la sua carriera in nazionale con 40 presenze e 6 gol.

## Controversie
Nel corso di un'indagine della direzione distrettuale antimafia di Bologna, il 4 febbraio 2015 vengono rinvenute delle armi da fuoco nell'abitazione di Giuseppe Iaquinta, padre di Vincenzo; le armi, di proprietà dell'ex calciatore, erano regolarmente denunciate, ma violando norme penali sulla loro custodia. Il successivo 21 dicembre 2015 Iaquinta viene rinviato a giudizio per possesso illegale di armi, aggravata dal favoreggiamento della 'ndrangheta, della cui affiliazione è accusato il padre.
Il 22 maggio 2018 i magistrati dell'antimafia bolognese, al termine della requisitoria del processo Aemilia, hanno chiesto per Iaquinta una pena di anni 6 per reati relativi alle armi, con l'aggravante dell'associazione mafiosa. Con sentenza del 31 ottobre seguente, l'ex calciatore viene inizialmente condannato in primo grado a 2 anni di reclusione, vedendo tuttavia cadere l'aggravante mafiosa; quest'ultima viene rimarcata nell'appello del 18 luglio 2019, in cui viene accertata la sua «estraneità» nei confronti di ambienti criminali.
Il 17 dicembre 2020 la sua condanna a 2 anni viene confermata nel processo d'appello; al padre Giuseppe Iaquinta vengono invece comminati 13 anni di reclusione, con una riduzione di 6 anni di pena rispetto alla condanna del primo grado.

## Statistiche
Tra club, nazionale maggiore e nazionali giovanili, Iaquinta ha totalizzato 476 partite e 135 gol alla media di 0,28 gol a partita.

### Presenze e reti nei club
Statistiche aggiornate al 28 aprile 2013.
| Stagione                | Squadra                 | Campionato              | Campionato | Campionato | Coppe nazionali | Coppe nazionali | Coppe nazionali | Coppe continentali | Coppe continentali | Coppe continentali | Altre coppe | Altre coppe | Altre coppe | Totale | Totale |
| Stagione                | Squadra                 | Comp                    | Pres       | Reti       | Comp            | Pres            | Reti            | Comp               | Pres               | Reti               | Comp        | Pres        | Reti        | Pres   | Reti   |
| ----------------------- | ----------------------- | ----------------------- | ---------- | ---------- | --------------- | --------------- | --------------- | ------------------ | ------------------ | ------------------ | ----------- | ----------- | ----------- | ------ | ------ |
| 1996-1997               | Reggiolo                | CND                     | 14         | 1          | -               | -               | -               | -                  | -                  | -                  | -           | -           | -           | 14     | 1      |
| 1997-feb. 1998          | Reggiolo                | CND                     | 19         | 5          | -               | -               | -               | -                  | -                  | -                  | -           | -           | -           | 19     | 5      |
| Totale Reggiolo         | Totale Reggiolo         | Totale Reggiolo         | 33         | 6          |                 | -               | -               |                    | -                  | -                  |             | -           | -           | 33     | 6      |
| feb.-giu. 1998          | Padova                  | B                       | 13         | 3          | CI              | 0               | 0               | -                  | -                  | -                  | -           | -           | -           | 13     | 3      |
| 1998-1999               | Castel di Sangro        | C1                      | 25         | 3          | CI+CI-C         | 3+0             | 0               | -                  | -                  | -                  | -           | -           | -           | 28     | 3      |
| 1999-2000               | Castel di Sangro        | C1                      | 27         | 5          | CI-C            | 0               | 0               | -                  | -                  | -                  | -           | -           | -           | 27     | 5      |
| Totale Castel di Sangro | Totale Castel di Sangro | Totale Castel di Sangro | 52         | 8          |                 | 3               | 0               |                    | -                  | -                  |             | -           | -           | 55     | 8      |
| 2000-2001               | Udinese                 | A                       | 14         | 2          | CI              | 2               | 0               | CU                 | 0                  | 0                  | -           | -           | -           | 16     | 2      |
| 2001-2002               | Udinese                 | A                       | 22         | 2          | CI              | 4               | 1               | -                  | -                  | -                  | -           | -           | -           | 26     | 3      |
| 2002-2003               | Udinese                 | A                       | 26         | 7          | CI              | 2               | 1               | -                  | -                  | -                  | -           | -           | -           | 28     | 8      |
| 2003-2004               | Udinese                 | A                       | 29         | 11         | CI              | 2               | 0               | CU                 | 1                  | 0                  | -           | -           | -           | 32     | 11     |
| 2004-2005               | Udinese                 | A                       | 31         | 13         | CI              | 6               | 2               | CU                 | 2                  | 0                  | -           | -           | -           | 39     | 15     |
| 2005-2006               | Udinese                 | A                       | 24         | 9          | CI              | 1               | 1               | UCL+CU             | 7+2                | 6+0                | -           | -           | -           | 34     | 16     |
| 2006-2007               | Udinese                 | A                       | 30         | 14         | CI              | 0               | 0               | -                  | -                  | -                  | -           | -           | -           | 30     | 14     |
| Totale Udinese          | Totale Udinese          | Totale Udinese          | 176        | 58         |                 | 17              | 5               |                    | 12                 | 6                  |             | -           | -           | 205    | 70     |
| 2007-2008               | Juventus                | A                       | 24         | 8          | CI              | 5               | 4               | -                  | -                  | -                  | -           | -           | -           | 29     | 12     |
| 2008-2009               | Juventus                | A                       | 28         | 12         | CI              | 3               | 0               | UCL                | 7                  | 3                  | -           | -           | -           | 38     | 15     |
| 2009-2010               | Juventus                | A                       | 15         | 6          | CI              | 0               | 0               | UCL+UEL            | 2+1                | 1+0                | -           | -           | -           | 18     | 7      |
| 2010-2011               | Juventus                | A                       | 19         | 4          | CI              | 1               | 0               | UEL                | 3                  | 2                  | -           | -           | -           | 23     | 6      |
| 2011-gen. 2012          | Juventus                | A                       | 0          | 0          | CI              | 0               | 0               | -                  | -                  | -                  | -           | -           | -           | 0      | 0      |
| gen.-giu. 2012          | Cesena                  | A                       | 7          | 1          | CI              | 0               | 0               | -                  | -                  | -                  | -           | -           | -           | 7      | 1      |
| 2012-2013               | Juventus                | A                       | 0          | 0          | CI              | 0               | 0               | UCL                | 0                  | 0                  | SI          | 0           | 0           | 0      | 0      |
| Totale Juventus         | Totale Juventus         | Totale Juventus         | 86         | 30         |                 | 9               | 4               |                    | 13                 | 6                  |             | 0           | 0           | 108    | 40     |
| Totale carriera         | Totale carriera         | Totale carriera         | 367        | 106        |                 | 29              | 9               |                    | 25                 | 12                 |             | 0           | 0           | 421    | 127    |

### Cronologia presenze e reti in nazionale
| Cronologia completa delle presenze e delle reti in nazionale ― Italia | Cronologia completa delle presenze e delle reti in nazionale ― Italia | Cronologia completa delle presenze e delle reti in nazionale ― Italia | Cronologia completa delle presenze e delle reti in nazionale ― Italia | Cronologia completa delle presenze e delle reti in nazionale ― Italia | Cronologia completa delle presenze e delle reti in nazionale ― Italia | Cronologia completa delle presenze e delle reti in nazionale ― Italia | Cronologia completa delle presenze e delle reti in nazionale ― Italia |
| Data                                                                  | Città                                                                 | In casa                                                               | Risultato                                                             | Ospiti                                                                | Competizione                                                          | Reti                                                                  | Note                                                                  |
| --------------------------------------------------------------------- | --------------------------------------------------------------------- | --------------------------------------------------------------------- | --------------------------------------------------------------------- | --------------------------------------------------------------------- | --------------------------------------------------------------------- | --------------------------------------------------------------------- | --------------------------------------------------------------------- |
| 30-3-2005                                                             | Padova                                                                | Italia                                                                | 0 – 0                                                                 | Islanda                                                               | Amichevole                                                            | -                                                                     | 46’                                                                   |
| 4-6-2005                                                              | Oslo                                                                  | Norvegia                                                              | 0 – 0                                                                 | Italia                                                                | Qual. Mondiali 2006                                                   | -                                                                     | 68’                                                                   |
| 8-6-2005                                                              | Toronto                                                               | Italia                                                                | 1 – 1                                                                 | Serbia e Montenegro                                                   | Amichevole                                                            | -                                                                     | 67’                                                                   |
| 11-6-2005                                                             | New York                                                              | Italia                                                                | 1 – 1                                                                 | Ecuador                                                               | Amichevole                                                            | -                                                                     | 88’                                                                   |
| 17-8-2005                                                             | Dublino                                                               | Irlanda                                                               | 1 – 2                                                                 | Italia                                                                | Amichevole                                                            | -                                                                     | 46’                                                                   |
| 3-9-2005                                                              | Glasgow                                                               | Scozia                                                                | 1 – 1                                                                 | Italia                                                                | Qual. Mondiali 2006                                                   | -                                                                     | 71’                                                                   |
| 7-9-2005                                                              | Minsk                                                                 | Bielorussia                                                           | 1 – 4                                                                 | Italia                                                                | Qual. Mondiali 2006                                                   | -                                                                     | 61’                                                                   |
| 12-10-2005                                                            | Lecce                                                                 | Italia                                                                | 2 – 1                                                                 | Moldavia                                                              | Qual. Mondiali 2006                                                   | -                                                                     | 68’                                                                   |
| 12-11-2005                                                            | Amsterdam                                                             | Paesi Bassi                                                           | 1 – 3                                                                 | Italia                                                                | Amichevole                                                            | -                                                                     | 68’                                                                   |
| 16-11-2005                                                            | Ginevra                                                               | Italia                                                                | 1 – 1                                                                 | Costa d'Avorio                                                        | Amichevole                                                            | -                                                                     |                                                                       |
| 1-3-2006                                                              | Firenze                                                               | Italia                                                                | 4 – 1                                                                 | Germania                                                              | Amichevole                                                            | -                                                                     | 81’                                                                   |
| 31-5-2006                                                             | Ginevra                                                               | Svizzera                                                              | 1 – 1                                                                 | Italia                                                                | Amichevole                                                            | -                                                                     | 46’                                                                   |
| 12-6-2006                                                             | Hannover                                                              | Italia                                                                | 2 – 0                                                                 | Ghana                                                                 | Mondiali 2006 - 1º turno                                              | 1                                                                     | 64’                                                                   |
| 17-6-2006                                                             | Kaiserslautern                                                        | Italia                                                                | 1 – 1                                                                 | Stati Uniti                                                           | Mondiali 2006 - 1º turno                                              | -                                                                     | 61’                                                                   |
| 26-6-2006                                                             | Kaiserslautern                                                        | Italia                                                                | 1 – 0                                                                 | Australia                                                             | Mondiali 2006 - Ottavi di finale                                      | -                                                                     | 46’                                                                   |
| 4-7-2006                                                              | Dortmund                                                              | Germania                                                              | 0 – 2 dts                                                             | Italia                                                                | Mondiali 2006 - Semifinale                                            | -                                                                     | 91’                                                                   |
| 9-7-2006                                                              | Berlino                                                               | Italia                                                                | 1 – 1 dts (5-3 dtr)                                                   | Francia                                                               | Mondiali 2006 - Finale                                                | -                                                                     | 61’ · 4º titolo mondiale                                              |
| 7-10-2006                                                             | Roma                                                                  | Italia                                                                | 2 – 0                                                                 | Ucraina                                                               | Qual. Euro 2008                                                       | -                                                                     | 77’                                                                   |
| 11-10-2006                                                            | Tbilisi                                                               | Georgia                                                               | 1 – 3                                                                 | Italia                                                                | Qual. Euro 2008                                                       | -                                                                     | 88’                                                                   |
| 12-9-2007                                                             | Kiev                                                                  | Ucraina                                                               | 1 – 2                                                                 | Italia                                                                | Qual. Euro 2008                                                       | -                                                                     | 85’                                                                   |
| 17-11-2007                                                            | Glasgow                                                               | Scozia                                                                | 1 – 2                                                                 | Italia                                                                | Qual. Euro 2008                                                       | -                                                                     | 68’                                                                   |
| 21-11-2007                                                            | Modena                                                                | Italia                                                                | 3 – 1                                                                 | Fær Øer                                                               | Qual. Euro 2008                                                       | -                                                                     |                                                                       |
| 26-3-2008                                                             | Elche                                                                 | Spagna                                                                | 1 – 0                                                                 | Italia                                                                | Amichevole                                                            | -                                                                     | 75’                                                                   |
| 10-9-2008                                                             | Udine                                                                 | Italia                                                                | 2 – 0                                                                 | Georgia                                                               | Qual. Mondiali 2010                                                   | -                                                                     | 70’                                                                   |
| 19-11-2008                                                            | Atene                                                                 | Grecia                                                                | 1 – 1                                                                 | Italia                                                                | Amichevole                                                            | -                                                                     | 70’                                                                   |
| 28-3-2009                                                             | Podgorica                                                             | Montenegro                                                            | 0 – 2                                                                 | Italia                                                                | Qual. Mondiali 2010                                                   | -                                                                     | 59’                                                                   |
| 1-4-2009                                                              | Bari                                                                  | Italia                                                                | 1 – 1                                                                 | Irlanda                                                               | Qual. Mondiali 2010                                                   | 1                                                                     | 88’                                                                   |
| 10-6-2009                                                             | Pretoria                                                              | Italia                                                                | 4 – 3                                                                 | Nuova Zelanda                                                         | Amichevole                                                            | 2                                                                     | 61’                                                                   |
| 15-6-2009                                                             | Pretoria                                                              | Stati Uniti                                                           | 1 – 3                                                                 | Italia                                                                | Conf. Cup 2009 - 1º turno                                             | -                                                                     |                                                                       |
| 18-6-2009                                                             | Johannesburg                                                          | Egitto                                                                | 1 – 0                                                                 | Italia                                                                | Conf. Cup 2009 - 1º turno                                             | -                                                                     |                                                                       |
| 21-6-2009                                                             | Pretoria                                                              | Italia                                                                | 0 – 3                                                                 | Brasile                                                               | Conf. Cup 2009 - 1º turno                                             | -                                                                     | 38’                                                                   |
| 12-8-2009                                                             | Basilea                                                               | Svizzera                                                              | 0 – 0                                                                 | Italia                                                                | Amichevole                                                            | -                                                                     | 46’                                                                   |
| 5-9-2009                                                              | Tbilisi                                                               | Georgia                                                               | 0 – 2                                                                 | Italia                                                                | Qual. Mondiali 2010                                                   | -                                                                     |                                                                       |
| 9-9-2009                                                              | Torino                                                                | Italia                                                                | 2 – 0                                                                 | Bulgaria                                                              | Qual. Mondiali 2010                                                   | 1                                                                     | 84’                                                                   |
| 10-10-2009                                                            | Dublino                                                               | Irlanda                                                               | 2 – 2                                                                 | Italia                                                                | Qual. Mondiali 2010                                                   | -                                                                     |                                                                       |
| 3-6-2010                                                              | Bruxelles                                                             | Italia                                                                | 1 – 2                                                                 | Messico                                                               | Amichevole                                                            | -                                                                     |                                                                       |
| 5-6-2010                                                              | Ginevra                                                               | Svizzera                                                              | 1 – 1                                                                 | Italia                                                                | Amichevole                                                            | -                                                                     | 86’                                                                   |
| 14-6-2010                                                             | Città del Capo                                                        | Italia                                                                | 1 – 1                                                                 | Paraguay                                                              | Mondiali 2010 - 1º turno                                              | -                                                                     |                                                                       |
| 20-6-2010                                                             | Nelspruit                                                             | Italia                                                                | 1 – 1                                                                 | Nuova Zelanda                                                         | Mondiali 2010 - 1º turno                                              | 1                                                                     |                                                                       |
| 24-6-2010                                                             | Johannesburg                                                          | Slovacchia                                                            | 3 – 2                                                                 | Italia                                                                | Mondiali 2010 - 1º turno                                              | -                                                                     |                                                                       |
| Totale                                                                |                                                                       | Presenze (68º posto)                                                  | 40                                                                    |                                                                       | Reti                                                                  | 6                                                                     |                                                                       |

## Palmarès

### Nazionale
- Campionato mondiale: 1

Germania 2006

### Individuale
- Capocannoniere della Coppa Italia: 1

2007-2008 (4 gol, a pari merito con Cruz e Balotelli)